# Walter Rüßmann

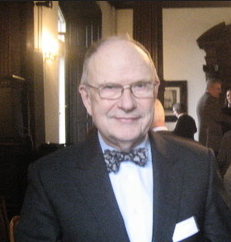
Walter Rüßmann

Walter Rüßmann (* 15. September 1939 in Wuppertal) ist ein deutscher Augenarzt mit der Spezialisierung auf die Fachgebiete der Strabologie (Schielbehandlung) und Neuroophthalmologie.

## Leben
Von 1959 bis 1965 absolvierte er sein Medizinstudium an der Universität Tübingen, promovierte 1967 in München und war zwischen 1966 und 1968 als Medizinalassistent in Düsseldorf, Remscheid und Köln tätig. Nach seiner Approbation im Jahr 1968 absolvierte er bis 1971 seine Facharztweiterbildung an der Universitäts-Augenklinik Köln, wo er sich 1973 habilitierte und später von 1979 bis 2004 eine C3-Professur für Augenheilkunde innehatte. Rüßmann leitete von 1991 bis zu seiner Emeritierung die Abteilung für Schielbehandlung und Neuroophthalmologie und spielte eine wesentliche Rolle in der Entwicklung, Forschung und Lehre der deutschen Strabologie und Neuroophthalmologie, insbesondere auch im Bereich der Augenmuskelchirurgie. Weiterhin galt Rüßmann als Spezialist für die Beurteilung und Behandlung manifester und latenter Schielerkrankungen, Asthenopie, Lidfehlstellungen (Ptosis) sowie Orbitaerkrankungen.
Neben seiner wissenschaftlichen Arbeit und Lehre engagierte sich Rüßmann auch administrativ und fungierte von 1991 bis 1995 als Dekan der Medizinischen Fakultät der Universität zu Köln sowie von 1991 bis 2004 als Direktor der Abteilung für Schielbehandlung und Neuroophthalmologie des Zentrums für Augenheilkunde, zudem als Leiter der dort angeschlossenen Berufsfachschule für Orthoptik.
Darüber hinaus wurde er nach der Gründung im Jahr 1985 bis 1989 der erste Vorsitzende der Bielschowsky-Gesellschaft für Schielforschung und Neuroophthalmologie, die jüngst umbenannt wurde in Gesellschaft für Strabologie, Neuroophthalmologie und Kinderophthalmologie (GSNK). Als Ehrenmitglied dieser Gesellschaft wurde er im Jahr 2007 für seine Leistungen und wissenschaftlichen Beiträge ausgezeichnet.
Nach seiner Emeritierung war Rüßmann noch einige Zeit im Augenzentrum Rodenkirchen in Köln tätig, bevor er sich von seiner aktiven Tätigkeit als Augenarzt zurückzog.

## Mitgliedschaften, Ehrungen und Veröffentlichungen
Auszugsweise seien erwähnt:
- 1996 bis 1998 Präsidiumsmitglied der Deutschen Ophthalmologischen Gesellschaft (DOG)[4]
- 1985 bis 1989 Vorsitzender der Bielschowsky-Gesellschaft für Schielforschung und Neuroophthalmologie
- Seit 2007 Ehrenmitglied der Gesellschaft für Strabologie, Neuroophthalmologie und Kinderophthalmologie (GSNK)[5]
- Mitautor der als Lehrbuch und Standardwerk geltenden Publikation „Strabismus“, die zwischen 1986 und 2024 fünf deutsche und eine französische Auflage erfuhr.[6]
- Mitautor und Herausgeber Praktische Augenmuskelchirurgie, Kaden Verlag 2006, ISBN 978-3-922777-75-5
- Mitautor Differenzialdiagnose Pädiatrie. Verlag Urban & Fischer, ISBN 978-3-437-22532-1